# 刘果楠
刘果楠（英語：Conan Liu，1996年6月3日—）中国青少年魔术师、童星，曾先后考入中国传媒大学(Communication University of China)、美国电影学会(American Film Institute)并攻读艺术硕士学位。
8岁迷上魔术，自学掌握了千种魔术技巧。2009年，13岁的他参加湖南卫视《金牌魔术团》，被世界魔术冠军刘谦盛赞为“第二个刘谦”；之后受邀至中国中央电视台及各电视节目表演；2012年、2016年分别登央视六·一儿童节、五·四青年节大型晚会。
2015年7月赴美参加第19届世界表演艺术锦标赛（The World Championship of Performing Arts）获得魔术杂技类金牌；2017年8月，受邀马来西亚国庆晚会表演；2018年1月，受邀联合国华人春节晚会表演并获颁"年度华人魔术师"奖。